# Lee Hyo-hee
Lee Hyo-hee (ur. 9 września 1980 w Korei Południowej) – południowokoreańska siatkarka grająca jako przyjmująca. Obecnie występuje w drużynie Hwaseong IBK Altos.